# Luka Lochoshvili
Luka Lochoshvili (en georgià: ლუკა ლოჩოშვილი; nascut a Tbilisi el 29 de maig de 1998) és un futbolista professional de Geòrgia que juga com a central a la Salernitana de la Sèrie B italiana i a la selecció nacional de Geòrgia.

## Trajectòria
Lochoshvili va formar-se als equips inferiors del Dinamo Tbilisi abans del seu ascens al primer equip el 2016. Va debutar en un partit contra el Lokomotive de Tbilisi el 18 de novembre de 2016 que va acabar amb una clara vistòria per 4-0.
L'estiu següent, Lochoshvili va signar un contracte de cinc anys amb el Dinamo de Kíiv, tot i que el març de 2018 va tornar cedit al seu club d'origen i més tard, el febrer de 2019, al Žilina eslovac. A Eslovàquia va fer el seu debut professional a la Fortuna Liga amb el Žilina contra el DAC Dunajská Streda el 6 d'abril de 2019.
A principis del 2020, el Dinamo de Kíiv i Lochoshvili van arribar a un acord per rescindir el seu contracte. El jugador va passar els mesos següents un altre cop al Dinamo Tbilisi.
A mitjans de 2020, Lochoshvili va fitxar pel Wolfsberger AC de la lliga austríaca. Va obrir el seu compte golejador en una victòria fora de casa per 3-5 contra l'Austria de Viena el 21 de març de 2021.
El 27 de febrer de 2022, jugant un partit del Wolfsberger AC contra Àustria Wien a Viena, Georg Teigl de l'Àustria Wien va quedar inconscient després de xocar amb el genoll de Nikolas Veratschnig de Wolfsberger AC. Lochoshvili va aclarir les vies respiratòries de Teig que s'havia ennuegat amb la seva pròpia llengua. Teigl també va patir una fractura cranial, així com una fractura de l'arc zigomàtic i una fractura de la mandíbula. Després de rebre assistència mèdica, va poder abandonar el camp de joc amb ajuda dels jugadors i va ser traslladat a un hospital local. Teigl va agrair a Lochoshvili l'endemà en una publicació d'Instagram, dient: «GRÀCIES, @lukaloch, per reaccionar tan ràpidament. És molt probable que la teva intervenció m'hagi salvat la vida». Posteriorment, Lochoshvili va rebre la Creu d'Honor juntament amb Christopher Wernitznig de mans de l'estat de Carintia, i va guanyar el premi Fair Play als Premis The Best FIFA de 2022.
L'únic gol marcat per Lochoshvili la temporada 2021-22 en una victòria fora de casa per 4-1 sobre Sturm Graz va ser reconegut com el millor de la setmana 31 pels aficionats.
El 10 d'agost de 2022, Lochoshvili va signar amb la Cremonese a Itàlia. Va debutar amb el seu nou club contra l'AS Roma el 22 d'agost. Lochoshvili va marcar el seu primer gol a la Sèrie A en la victòria a domicili per 2-3 contra la Sampdoria el 8 d'abril de 2023.
El 10 de gener de 2025, Lochoshvili es va unir al Salernitana de la Sèrie B cedit durant la resta de la temporada amb opció de compra. Va debutar amb els Granata dos dies després, com a titular en el partit perdut a casa contra el Sassuolo (1-2).
El 12 de juliol de 2025, Lochoshvili va ser traspassat a l'1. FC Nürnberg de la 2. Bundesliga.[15]

## Selecció de Geòrgia
Lochoshvili va debutar amb la selecció de futbol de Geòrgia el 5 de setembre de 2021 en una eliminatòria per a la Copa del Món contra Espanya, una derrota per 4-0 fora de casa. Va ser titular, jugant tot el partit.
El 12 d'octubre de 2023, va marcar el seu primer gol amb la selecció en un partit amistós contra Tailàndia.
Lochoshvili va rebre ser convocat per a la Eurocopa 2024 i va participar en els quatre partits que Geòrgia va jugar al torneig. El 2 de juliol de 2024, juntament amb altres membres de l'esquadra va rebre l'Ordre d'Honor.

## Estadístiques
| Club                        | Div.          | Temporada     | Lliga      | Lliga | Copes Nacionals | Copes Nacionals | Copes Internacional | Copes Internacional | Total   | Total |
| Club                        | Div.          | Temporada     | Partits    | Gols  | Partits         | Gols            | Partits             | Gols                | Partits | Gols  |
| --------------------------- | ------------- | ------------- | ---------- | ----- | --------------- | --------------- | ------------------- | ------------------- | ------- | ----- |
| SK Dinamo Tbilsi II Geòrgia | 2.ª           | 2013-14       | 1          | 0     | ―               | ―               | ―                   | ―                   | 34      | 1     |
| SK Dinamo Tbilsi II Geòrgia | Total club    | Total club    | 1          | 0     | 0               | 0               | 0                   | 0                   | 1       | 0     |
| SK Dinamo Tbilsi Geòrgia    | 1.ª           | 2016          | 5          | 0     | 0               | 0               | ―                   | ―                   | 5       | 0     |
| SK Dinamo Tbilsi Geòrgia    | 1.ª           | 2017          | 17         | 1     | 1               | 0               | ―                   | ―                   | 18      | 1     |
| SK Dinamo Tbilsi Geòrgia    | 1.ª           | 2018          | 21         | 0     | 1               | 0               | 2                   | 0                   | 24      | 0     |
| MŠK Žilina II Eslovàquia    | 2.ª           | 2018-19       | 5          | 1     | ―               | ―               | ―                   | ―                   | 5       | 1     |
| MŠK Žilina Eslovàquia       | 1.ª           | 2018-19       | 3          | 0     | 0               | 0               | ―                   | ―                   | 3       | 0     |
| MŠK Žilina Eslovàquia       | Total club    | Total club    | 3          | 0     | 0               | 0               | 0                   | 0                   | 3       | 0     |
| MŠK Žilina II Eslovàquia    | 2.ª           | 2019-20       | 5          | 0     | ―               | ―               | ―                   | ―                   | 5       | 0     |
| MŠK Žilina II Eslovàquia    | Total club    | Total club    | 10         | 1     | 0               | 0               | 0                   | 0                   | 10      | 1     |
| SK Dinamo Tbilsi Geòrgia    | 1.ª           | 2020          | 10         | 0     | 1               | 0               | 1                   | 0                   | 12      | 0     |
| SK Dinamo Tbilsi Geòrgia    | Total club    | Total club    | 53         | 1     | 3               | 0               | 3                   | 0                   | 59      | 1     |
| Wolfsberger AC Àustria      | 1.ª           | 2020-21       | 22         | 1     | 4               | 0               | 8                   | 0                   | 34      | 1     |
| Wolfsberger AC Àustria      | 1.ª           | 2021-22       | 29         | 1     | 4               | 0               | ―                   | ―                   | 33      | 1     |
| Wolfsberger AC Àustria      | 1.ª           | 2022-23       | 2          | 0     | 1               | 0               | 1                   | 0                   | 4       | 0     |
| Wolfsberger AC Àustria      | Total club    | Total club    | 53         | 2     | 9               | 0               | 9                   | 0                   | 71      | 2     |
| US Cremonese Itàlia         | 1.ª           | 2022-23       | 25         | 1     | 2               | 0               | ―                   | ―                   | 27      | 1     |
| US Cremonese Itàlia         | 2.ª           | 2023-24       | 24 (+2 PO) | 0     | 2               | 0               | ―                   | ―                   | 28      | 0     |
| US Cremonese Itàlia         | 2.ª           | 2024-25       | 7          | 0     | 1               | 0               | ―                   | ―                   | 8       | 0     |
| US Cremonese Itàlia         | Total club    | Total club    | 56         | 1     | 5               | 0               | 0                   | 0                   | 63      | 1     |
| US Salernitana Itàlia       | 2.ª           | 2024-25       | 18 (+2 PO) |       | ―               | ―               | ―                   | ―                   | 20      | 0     |
| US Salernitana Itàlia       | Total club    | Total club    | 20         | 0     | 0               | 0               | 0                   | 0                   | 20      | 0     |
| 1. FC Nürnberg Alemanya     | 2.ª           | 2025-26       | ―          | ―     | ―               | ―               | ―                   | ―                   | 0       | 0     |
| 1. FC Nürnberg Alemanya     | Total club    | Total club    | 0          | 0     | 0               | 0               | 0                   | 0                   | 0       | 0     |
| Total carrera               | Total carrera | Total carrera | 196        | 5     | 18              | 0               | 12                  | 0                   | 230     | 5     |

Actualitzat a 22 de juliol de 2025
| Selecció | Any   | Partits | Gols |
| -------- | ----- | ------- | ---- |
| Georgia  | 2021  | 2       | 0    |
| Georgia  | 2022  | 3       | 0    |
| Georgia  | 2023  | 5       | 1    |
| Georgia  | 2024  | 10      | 0    |
| Georgia  | 2025  | 3       | 1    |
| Total    | Total | 23      | 2    |

Actualitzat a 10/06/2025

## Palmarès

#### Dinamo Tbilisi
- 1 Umaglesi Liga: 2015-16. Subcampionat 2018
- 2 Copes de Geòrgia: 2014-15, 2015-16
- 2 Supercopes de Geòrgia: 2014-15, 2015-16. Subcampionat 2020

#### Žilina
- Subcampionat Copa d'Eslovàquia: 2018-19

#### Individual
- Millor jugador jove de Geòrgia: 2020[19]
- Premi FIFA Fair Play: 2022[20]
- Ordre d'Honor de Geòrgia: 2024[18]